# Trapelus agilis
Trapelus agilis är en ödleart som beskrevs av  Olivier 1807. Trapelus agilis ingår i släktet Trapelus och familjen agamer.
Ovansidan är grå eller sandfärgad med mer eller mindre tydliga mörka eller rödbruna tvärstrimmor. Vid axeln finns en svart fläck. Hos vuxna hannar är undersidan ofta blå.
Denna ödla förekommer i Asien från centrala Iran och södra Turkmenistan till västra Nepal och västra Indien. Den lever i låglandet och i bergstrakter upp till 1850 meter över havet. Habitatet utgörs av öknar, gräsmarker och buskskogar. Exemplaren vistas på marken och klättrar i buskarna. Fortplantningen sker mellan mars och september. Honor lägger 4 till 8 ägg per tillfälle.
För beståndet är inga hot kända. Hela populationen anses vara stabil. IUCN listar arten som livskraftig (LC).

## Underarter
Arten delas in i följande underarter:
- T. a. isolepis
- T. a. agilis
- T. a. pakistanensis
- T. a. khuzistanensis